# Lady Marmalade
Lady Marmalade – piosenka soulowa z czwartego studyjnego albumu amerykańskiej grupy muzycznej Labelle pt. Nightbirds (1974). Utwór, wyprodukowany przez Allena Toussainta i Vicki Wickham, wydany został jako pierwszy singel promujący płytę 3 sierpnia 1974 roku.
Piosenka znana jest ze swojego sugestywnego, seksualnego refrenu, w którym wykonawczynie śpiewają w języku francuskim: „Voulez-vous coucher avec moi a ce soir?” („Czy chcesz spać ze mną tego wieczoru?”). Singel zajął pozycję #1 na liście Billboard Hot 100, w tym samym czasie uplasował się także na szczycie zestawienia najpopularniejszych wydawnictw w Kanadzie. W 2003 roku utwór uroczyście wprowadzono do Grammy Hall of Fame jako nagranie, które wpłynęło na bieg muzycznej historii. „Lady Marmalade” to także jeden z 500 utworów wszech czasów według pisma „Rolling Stone”.
Na przestrzeni lat kompozycja doczekała się pokaźnej ilości coverów. Jeden z nich, śpiewany przez Christinę Aguilerę, Lil’ Kim, Mýę i Pink, został przebojem 2001 roku oraz znalazł się wśród najlepiej sprzedających się singli na świecie.

## Lista utworów singla
7"
- „Lady Marmalade” – 3:14
- „It Took a Long Time” – 4:04

7" (wydanie II)
- „Lady Marmalade” – 3:14
- „Space Children” – 3:04

## Pozycje na listach przebojów
| Kraj/region       | Notowanie (1974/1975)     | Wydawca                        | Najwyższa pozycja |
| ----------------- | ------------------------- | ------------------------------ | ----------------- |
| Austria           | Top 75 Singles            | Ö3 Austria Top 40              | 17                |
| Holandia          | Mega Single Top 100       | MegaCharts                     | 2                 |
| Kanada            | Top 100 Singles           | RPM                            | 1                 |
| Niemcy            | Top 100 Singles           | Media Control Charts           | 17                |
| Nowa Zelandia     | Top 40 Singles            | RIANZ                          | 21                |
| Stany Zjednoczone | Billboard Hot 100         | Billboard                      | 1                 |
| Stany Zjednoczone | Hot Dance Music/Club Play | Billboard                      | 7                 |
| Stany Zjednoczone | Hot R&B/Hip-Hop Songs     | Billboard                      | 1                 |
| Wielka Brytania   | UK Singles Chart          | British Market Research Bureau | 17                |
| Włochy            | Official Singles Chart    | Musica e Dischi                | 5                 |

## Wersja Christiny Aguilery, Lil’ Kim, Mýi i Pink

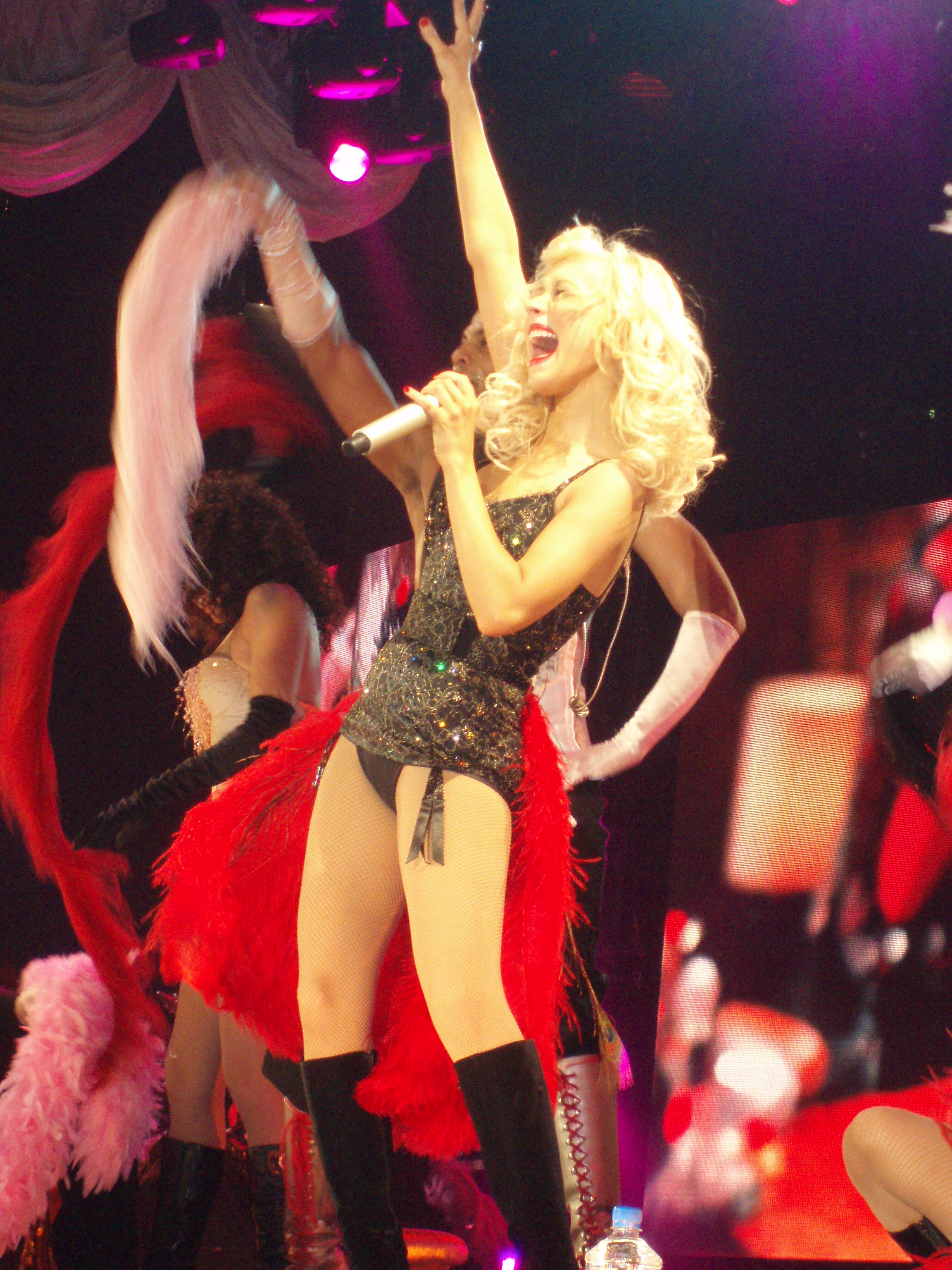
Christina Aguilera podczas występu, wykonując utwór „Lady Marmalade”.

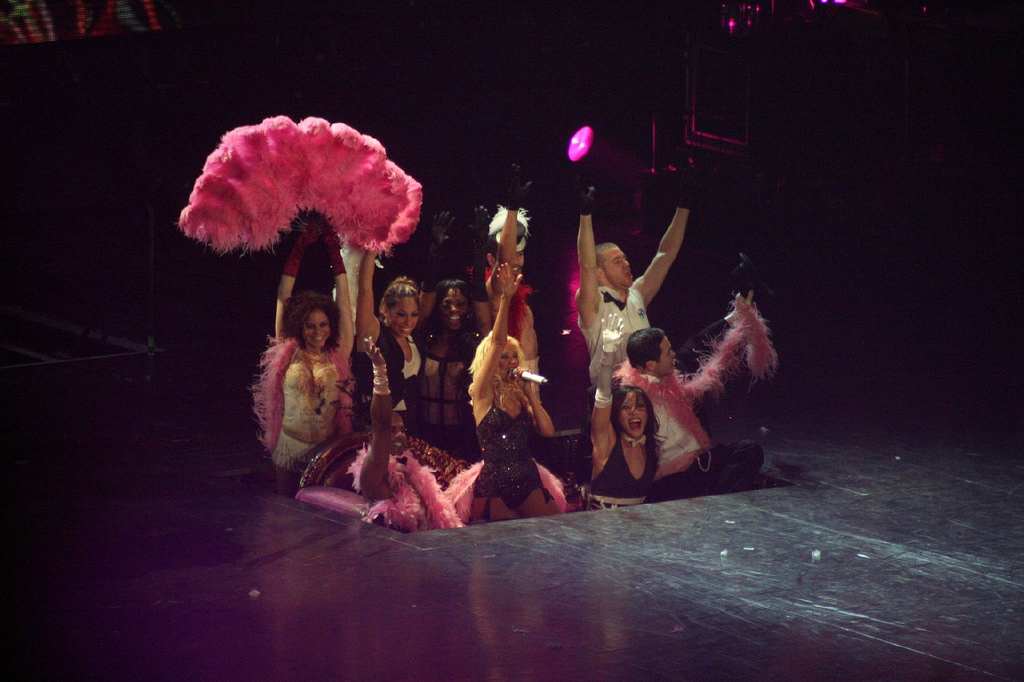
Christina Aguilera wykonuje utwór „Lady Marmalade” w otoczeniu tancerzy – Back to Basics Tour, 2 maja 2007 roku.

W styczniu 2001 roku cover piosenki nagrały cztery amerykańskie wokalistki: Christina Aguilera, Lil’ Kim, Mýa oraz Pink. Wyprodukowany przez Missy Elliott i Rockwildera utwór znalazł się na ścieżce dźwiękowej do filmu Moulin Rouge! (2001) i został wydany jako pierwszy singel promujący wydawnictwo w 27 marca 2001. W 2002 roku kompozycja została uhonorowana statuetką Grammy Award w kategorii najlepsza współpraca wokalna – muzyka pop (podczas gali Christina Aguilera była nominowana do tej samej nagrody za współpracę przy singlu Ricky’ego Martina „Nobody Wants to Be Lonely”).
Piosenka była przebojem wiosny i lata 2001 oraz najlepiej sprzedającym się wydawnictwem singlowym roku. Zadebiutowała na pozycji pierwszej w notowaniu Billboard Hot 100 i spędziła na nim osiem tygodni. Znalazła się na szczytach list przebojów w wielu państwach świata, w tym w Australii, Brazylii, Hiszpanii, Irlandii, Meksyku, Niemczech, Norwegii, Nowej Zelandii, Szwajcarii, Szwecji i Wielkiej Brytanii.

### Informacje o utworze
Utwór został wykorzystany w filmie Moulin Rouge! (2001); jako medley, wraz ze „Smells Like Teen Spirit” z repertuaru Nirvany, wykonał go bohater kreowany przez Jima Broadbenta. Musical Baza Luhrmanna miał premierę w maju 2001 roku, a wcześniej, w styczniu, Christina Aguilera, Lil’ Kim, Mýa oraz Pink nagrały cover „Lady Marmalade”, który został uwzględniony na soundtracku z filmu. Piosenka promowała ścieżkę dźwiękową jako pierwszy singel, zmiksowana przez inżyniera dźwięku Dave’a „Hard Drive’a” Pensado. Radiowy remiks utworu został stworzony przez duet Thunderpuss i figuruje na soundtracku jako bonus track. Wznowiona wersja „Lady Marmalade” nadal nawiązuje do soulu i funku, jednak jest taneczną, popowo-rhythmandbluesową kompozycją, a partie rapowane przez Lil’ Kim pozwalają sklasyfikować piosenkę jako hip-hop. Utwór zawiera intro i outro w wykonaniu Missy Elliott. Nieznacznej zmianie poddano tekst utworu; wersja Labelle traktowała o nocnym życiu w Nowym Orleanie, natomiast cover z 2001 dotyczy paryskiego kabaretu Moulin Rouge. Zasadniczo warstwa liryczna „Lady Marmalade” dotyczy seksu. Nasycony erotyzmem jest w szczególności refren, którego fragment brzmi: „Voulez-vous coucher avec moi ce soir?” („Czy chcesz pójść ze mną do łóżka?”). Christina Aguilera nawiązała do tego zwrotu, wykorzystując go w dwóch piosenkach: pochodzącej ze swojego piątego albumu studyjnego, Back to Basics (2006), „Nasty Naughty Boy” oraz „Around the World”, z krążka Lotus (2012). Utwór „Lady Marmalade” znalazł się na składance z największymi przebojami Aguilery pt. Keeps Gettin’ Better – A Decade of Hits (2008).

#### Spuścizna i obecność w kulturze masowej
Utwór zainspirował powstanie innej żeńskiej kolaboracji: „Bang Bang” w wykonaniu Jessie J, Ariany Grande i Nicki Minaj. W listopadzie 2014 roku cover został zaśpiewany przez artystkę Li Martins podczas jednego z odcinków programu telewizyjnego Esse Artista Sou Eu (bazującego na formacie Your Face Sounds Familiar). Martins wcieliła się w nim w rolę Aguilery. Rok później, we wrześniu, aktorka Denise Laurel zinterpretowała piosenkę na łamach filipińskiej edycji programu. W lutym 2020 roku, podczas 92. ceremonii wręczenia Oscarów, zaprezentowano montaż najbardziej wpływowych i ikonicznych piosenek z filmów. Jedną z nich była „Lady Marmalade”.

### Wydanie singla
Światowa premiera singla przypadła na 27 marca 2001. 18 czerwca tego roku utwór wydano w Wielkiej Brytanii.
„Lady Marmalade” odniósł duży sukces w Stanach Zjednoczonych, gdzie zadebiutował na pozycji pierwszej zestawienia Billboard Hot 100. Szczyt listy okupował przez osiem tygodni. W czołówce zestawienia singel utrzymywał się w sumie przez kolejnych pięć tygodni, od 25 maja do 30 czerwca 2001 roku, a w Top 40 listy – siedemnaście tygodni. Był to czwarty amerykański singel #1 w karierze Aguilery (wcześniejszymi zostały „Genie in a Bottle”, „What a Girl Wants” i „Come on Over Baby (All I Want Is You)”), a także pierwszy w przypadku pozostałych wykonawczyń. Utwór objął też pierwsze miejsca innych list magazynu Billboard: Top 40 Mainstream (Pop Songs), Hot 100 Airplay oraz Rhythmic Top 40. W Kanadzie, na Canadian Singles Chart, singel dotarł do pozycji #17. Umiarkowanym przebojem został także we Francji, gdzie uplasował się na dwunastym miejscu. Został jednak hitem w innych krajach europejskich, zajmując miejsca #1 w dziesięciu krajach oraz pozycje w Top 10 w siedmiu innych. W Wielkiej Brytanii piosenka nie tylko objęła szczyt notowania UK Singles Chart, ale też utrzymała swoją obecność na liście przez szesnaście tygodni. Utwór zdobył popularność w państwach latynoamerykańskich; plasował się na szczycie zestawień przebojów singlowych w Argentynie, Brazylii, Chile, Meksyku i Wenezueli. Został także singlem #1 w Australii, Nowej Zelandii oraz Republice Południowej Afryki. W Azji „Lady Marmalade” zajął pozycje #1 na listach w Indonezji i na Filipinach oraz miejsce osiemnaste na japońskiej liście Oricon Top 100 Singles. Przebój sprzedał się w nakładzie pięciu i pół miliona egzemplarzy i znajduje się na liście najlepiej sprzedających się singli świata.

### Opinie
Pod koniec 2001 „Lady Marmalade” zostało uznane za jedno z najlepszych nagrań roku przez dziennikarzy czasopisma The Village Voice. W maju 2012 roku serwis internetowy Top10HM uwzględnił piosenkę w rankingu dziesięciu najlepszych singli Christiny Aguilery, natomiast w listopadzie '12 redaktorzy magazynu Billboard wliczyli nagranie coveru w listę dziesięciu najważniejszych momentów kariery Aguilery. Pod koniec sierpnia 2014 Jason Lipshutz (Billboard) wskazał singel jako jeden z trzech największych hitów Aguilery w Stanach Zjednoczonych. W 2014 brytyjska organizacja The Official Charts Company okrzyknęła cover kolaboracją wszech czasów, „prawdziwym wydarzeniem” w historii muzyki, „festiwalem gwiazd, który zdefiniował współpracę artystów nurtu muzyki pop”.

#### Recenzje
Redaktor internetowego serwisu AllMusic, Jose F. Promis, chwalił piosenkę za bycie barwnym i dynamicznym, współpracę czterech wykonawczyń uznał za sukcesywną, „umiejętnie mieszającą ich talenty”. Promis docenił rap Lil’ Kim, który jego zdaniem dodał utworowi współczesnego tonu, a także brzmienie gitar i taneczny beat. Finał piosenki, w którym Missy Elliott przedstawia słuchaczom każdą z wokalistek, uznał za szczególnie zabawny. Promis podsumował „Lady Marmalade” jako wakacyjny przebój. Brad Kohlenstein, także piszący dla Allmusic, uznał cover za „supergorący”, „niegrzeczniejszy niż wersja Labelle”. David Browne (Entertainment Weekly) wykazał się krytycznością wobec utworu, pisząc: „Remake przeboju Labelle z lat siedemdziesiątych wznowiony został dzięki gwiazdom: czterem rhythmandbluesowo-popowym divom i divie-producencie. Ale nawet jeśli Aguilera utrzymuje swoje krzyki w wysokiej skali, a aranżacja Labelle jest wiernie odwzorowana, nowa wersja ‘Lady Marmalade’ sprawia wrażenie zabałaganionej w porównaniu z oryginałem. Może to znak czasów, lecz 'Voulez-vous coucher avec moi ce soir?' brzmi obecnie strasznie nudno”. Dziennikarz Sal Cinquemani, współpracujący z pismem Slant Magazine, doszedł do wniosku, że „Lady Marmalade” wyróżnia się bogactwem stylów swoich wykonawczyń. Zdaniem recenzenta związanego z witryną ukmix.org, siłą piosenki jest jej magnetyzm. „Utwór zobowiązuje do odsłuchania” – stwierdził pamflecista w swym omówieniu. Krytyk uznał cover za nienagannie wykonaną piosenkę, a głosy Aguilery, Lil’ Kim, Mýi i Pink za potężne i emocjonalne. Pamflecistka współtworząca witrynę muzyka.wp.pl opisała nagranie jako „niezawodne do kręcenia biodrami”.

### Teledysk
Teledysk do singla, wyreżyserowany przez Paula Huntera, zdobył liczne nagrody, w tym MTV Video Music Awards w kategoriach teledysk roku i najlepszy teledysk filmowy. Popularna jest choreografia zastosowana w klipie, stworzona przez Tinę Landon, wielokrotną współpracownicę Christiny Aguilery kolaborującą z nią przy teledyskach („What a Girl Wants”, „Come on Over Baby (All I Want Is You)”). W wideoklipie do utworu wokalistki tańczą i śpiewają w paryskim kabarecie Moulin Rouge. Zdjęcia kręcono 18–19 lutego 2001 na planie w Los Angeles. Wnętrze kabaretu miało przypominać wnętrze rzeczywistego klubu nocnego z przełomu stuleci (okresu 1890−1910). Producentka piosenki Missy Elliott występuje w teledysku w roli cameo.
„Lady Marmalade” zajął trzydzieste miejsce listy stu najlepszych klipów według kanadyjskiej stacji telewizyjnej MuchMusic. W 2010 roku teledysk został uwzględniony w telewizyjnym zestawieniu „100 klipów, które wstrząsnęło VIVĄ!”. Amerykańska stacja telewizyjna Fuse uwzględniła wideo w rankingu najseksowniejszych teledysków w historii muzyki, przypisując mu miejsce piąte. Wideoklip, opublikowany przez oficjalny kanał VEVO Christiny Aguilery w serwisie YouTube, został odtworzony trzysta dwadzieścia milionów razy (stan na luty 2020) oraz odznaczony specjalnym certyfikatem przyznawanym najczęściej wyświetlanym teledyskom. Elizabeth Learned, redaktorka witryny thecelebritycafe.com, uwzględniła wideo w zestawieniu dziesięciu najlepszych teledysków w karierze Aguilery; chwaliła jego scenografię i kostiumy, całość podsumowała jako elegancką i zmysłową.
Współtwórcy
| - Reżyseria: Paul Hunter - Występują: Missy Elliott (jako emcee), Christina Aguilera, Lil’ Kim, Mýa, Pink - Montaż: Dustin Robertson - Dyrektor artystyczny: Bernadette Dus | - Kostiumy, stylizacja: Trish Summerville - Choreografia: Tina Landon - Konsultant kreatywny: Randy Sosin - Video playback: Tim Hays |

### Promocja i wykonania koncertowe
Wszystkie cztery wykonawczynie odśpiewały piosenkę podczas gali MTV Movie Awards w czerwcu 2001 oraz ceremonii wręczenia nagród Grammy w lutym 2002.
Kwietniem 2013 Aguilera wystąpiła z utworem solo w trakcie gali magazynu „Time”, zorganizowanej w związku z opublikowaniem listy stu najbardziej wpływowych osób show-biznesu (artystka znalazła się w tym zestawieniu). 31 grudnia tego roku piosenkarka dała prywatny, sylwestrowy koncert w Moskwie. Na setlistę złożyło się czternaście utworów, między innymi „Lady Marmalade”, przeboje „Beautiful” i „Ain’t No Other Man” oraz „Let There Be Love” Aguilera miała wystąpić z piosenką podczas festiwalu muzycznego Twin Towers Alive w Petronas Towers w Kuala Lumpurze dnia 28 marca 2014. Koncert został odwołany z powodu katastrofy lotu Malaysia Airlines 370. Mimo to, odbył się występ artystki przed prywatną publicznością. 2 maja 2014 Aguilera wykonała utwór w trakcie New Orleans Jazz & Heritage Festival, a 22 lutego 2015 – podczas oscarowego przyjęcia organizowanego przez Vanity Fair. 27 lipca 2015 wokalistka dała koncert podczas prywatnej imprezy Cisco Rocks. Przed publicznością wykonała między innymi „Lady Marmalade”. 28 maja 2016 występ artystki przed dwustutysięczną widownią zamknął marokański festiwal muzyczny Mawazine. Wśród dwudziestu odśpiewanych przez Aguilerę piosenek znalazł się cover „Lady Marmalade”, poprzedzony fragmentem „Express”.

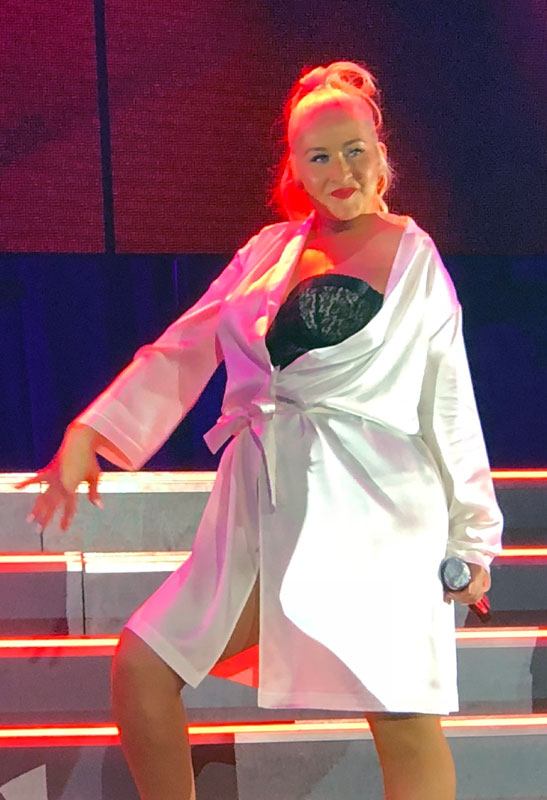
Aguilera wykonująca „Lady Marmalade” podczas trasy The Liberation Tour (2018).

Utwór wykonywano podczas trasy koncertowej The Liberation Tour (2018). W 2019 roku wpisano go na setlistę rezydentury The Xperience oraz europejskiego tournée The X Tour.

### Nagrody i wyróżnienia
| Rok  | Ceremonia                               | Nagroda                                   | Rezultat  |
| ---- | --------------------------------------- | ----------------------------------------- | --------- |
| 2001 | MTV Europe Music Awards                 | najlepsza piosenka                        | Nominacja |
| 2002 | ALMA Awards                             | najlepszy utwór filmowy                   | Wygrana   |
| 2002 | ALMA Awards                             | teledysk roku                             | Wygrana   |
| 2002 | ASCAP Pop Music Awards                  | najlepiej dystrybuowana piosenka          | Wygrana   |
| 2002 | BMI Awards                              | nagroda za kompozycję                     | Wygrana   |
| 2002 | Channel [V] Thailand Music Video Awards | najpopularniejszy teledysk duetu/grupy    | Wygrana   |
| 2002 | Grammy Award                            | najlepsza współpraca wokalna – muzyka pop | Wygrana   |
| 2002 | MTV Asia Awards                         | ulubiony teledysk                         | Nominacja |

### Lista utworów singla
Singel CD
1. „Lady Marmalade” (Thunderpuss Radio Mix) – 4:09
2. „Lady Marmalade” (Thunderpuss Mixshow Mix) – 6:21
3. „Lady Marmalade” (Thunderpuss Club Mix) – 9:35
4. „Lady Marmalade” (Thunderdub) – 8:21
5. „Lady Marmalade” (Thunderdrums) – 3:42
6. „Lady Marmalade” (Thunderpuss Tribe-A-Pella) – 7.42

### Pozycje na listach przebojów
| Kraj/region                  | Notowanie (2001)              | Wydawca                            | Najwyższa pozycja |
| ---------------------------- | ----------------------------- | ---------------------------------- | ----------------- |
| Argentyna                    | Top 100 Airplay               | IFPI                               | 2                 |
| Argentyna                    | Top 100 Singles               | IFPI                               | 1                 |
| Australia                    | Top 100 Airplay               | AUM Report                         | 1                 |
| Australia                    | Top 100 Singles               | ARIA Charts                        | 1                 |
| Australia                    | Urban Singles Chart           | ARIA Charts                        | 1                 |
| Austria                      | Top 75 Singles                | Ö3 Austria Top 40                  | 3                 |
| Azja                         | MTV Asia Hitlist              | MTV Asia                           | 1                 |
| Belgia (Flandria)            | Ultratop 50                   | Ultratop                           | 2                 |
| Belgia (Region Waloński)     | Ultratop 40                   | Ultratop                           | 3                 |
| Boliwia                      | Official Singles Chart        | IFPI                               | 3                 |
| Brazylia                     | Top 100 Singles               | Billboard Brasil                   | 1                 |
| Chile                        | Top 100 Singles               | Nielsen Chile/IDERE/Monitec        | 2                 |
| Dania                        | Top 40 Singles                | Tracklisten                        | 2                 |
| Ekwador                      | Official Singles Chart        | IFPI                               | 3                 |
| Europa                       | Hot 100 Singles               | Billboard                          | 1                 |
| Filipiny                     | Official Singles Chart        | PARI                               | 1                 |
| Finlandia                    | Top 20 Singles                | ÄKT                                | 2                 |
| Francja                      | Top 100 Singles               | SNEP                               | 12                |
| Grecja                       | Top 50 Singles                | ΕΕΠΗ                               | 1                 |
| Hiszpania                    | Top 40 Airplay                | PROMUSICAE                         | 1                 |
| Hiszpania                    | Top 50 Singles                | PROMUSICAE                         | 1                 |
| Holandia                     | Dutch Top 40                  | MegaCharts                         | 2                 |
| Holandia                     | Mega Single Top 100           | MegaCharts                         | 2                 |
| Indonezja                    | Official Singles Chart        | LIMA                               | 1                 |
| Irlandia                     | Top 50 Singles                | IRMA                               | 1                 |
| Japonia                      | Top 100 Singles               | Oricon                             | 18                |
| Kanada                       | Top 100 Airplay               | BDS                                | 1 lub 9           |
| Kanada                       | Top 200 Singles               | Nielsen SoundScan                  | 17                |
| Kolumbia                     | Official Singles Chart        | IFPI                               | 3                 |
| Łotwa                        | Top 50 Airplay                | IFPI                               | 5                 |
| Meksyk                       | Top 100 Singles               | IFPI                               | 1                 |
| Niemcy                       | Top 100 Singles               | Media Control Charts               | 1                 |
| Norwegia                     | Top 20 Singles                | VG-lista                           | 1                 |
| Nowa Zelandia                | Top 40 Singles                | RIANZ                              | 1                 |
| Polska                       | Top 30 Singles                | 30 ton – lista, lista przebojów[A] | 11                |
| Portugalia                   | Official Airplay Chart        | TMP Portugal                       | 1                 |
| Portugalia                   | Official Singles Chart        | AFP                                | 1                 |
| Republika Południowej Afryki | Top 100 Singles               | RISA                               | 1                 |
| Rumunia                      | Top 100 Singles               | Music & Media                      | 1                 |
| Stany Zjednoczone            | Adult Top 40                  | Billboard                          | 25                |
| Stany Zjednoczone            | Billboard Hot 100             | Billboard                          | 1                 |
| Stany Zjednoczone            | Billboard Hot 100 Airplay     | Billboard                          | 1                 |
| Stany Zjednoczone            | Hot Dance Club Songs          | Billboard                          | 3                 |
| Stany Zjednoczone            | Hot R&B/Hip-Hop Songs         | Billboard                          | 43                |
| Stany Zjednoczone            | Latin Pop Songs               | Billboard                          | 27                |
| Stany Zjednoczone            | Latin Tropical Songs          | Billboard                          | 21                |
| Stany Zjednoczone            | R&R CHR/Pop Charts            | Radio & Records                    | 1                 |
| Stany Zjednoczone            | Rhythmic Top 40               | Billboard                          | 1                 |
| Stany Zjednoczone            | Top 40 Mainstream (Pop Songs) | Billboard                          | 1                 |
| Szwajcaria                   | Top 100 Singles               | Schweizer Hitparade                | 1                 |
| Szwecja                      | Top 60 Singles                | Sverigetopplistan                  | 1                 |
| Świat                        | United World Chart            | Media Traffic                      | 1                 |
| Świat                        | World Chart Show              | High Energy Radio/Radio Express    | 1                 |
| Urugwaj                      | Top 50 Singles                | IFPI                               | 8                 |
| Wenezuela                    | Official Singles Chart        | Record Report/IFPI                 | 1                 |
| Wielka Brytania              | UK Singles Chart              | OCC                                | 1                 |
| Włochy                       | Top 50 Singles                | FIMI                               | 5                 |

#### Listy końcoworoczne
| Kraj/region       | Notowanie (2001)    | Wydawca             | Pozycja |
| ----------------- | ------------------- | ------------------- | ------- |
| Australia         | Top 100 Singles     | ARIA Charts         | 13      |
| Australia         | Urban Singles Chart | ARIA Charts         | 5       |
| Austria           | Top 75 Singles      | Ö3 Austria Top 40   | 11      |
| Brazylia          | Top 100 Singles     | Billboard Brasil    | 3       |
| Europa            | Hot 100 Singles     | Billboard           | 8       |
| Francja           | Top 100 Singles     | SNEP                | 51      |
| Holandia          | Mega Single Top 100 | MegaCharts          | 10      |
| Irlandia          | Top 50 Singles      | IRMA                | 10      |
| Izrael            | Top 31 Singles      | Galgalatz           | 2       |
| Nowa Zelandia     | Top 40 Singles      | RIANZ               | 20      |
| Stany Zjednoczone | Billboard Hot 100   | Billboard           | 24      |
| Szwajcaria        | Top 100 Singles     | Schweizer Hitparade | 4       |
| Wielka Brytania   | UK Singles Chart    | OCC                 | 14      |

Adnotacje
- A^ Do roku 2006 telewizyjna audycja 30 ton – lista, lista przebojów pełniła funkcję nieoficjalnego polskiego notowania singli.

### Sprzedaż i certyfikaty
| Kraj                         | Wydawca | Certyfikat | Sprzedaż |
| ---------------------------- | ------- | ---------- | -------- |
| Australia                    | ARIA    | 2x platyna | 140,000+ |
| Republika Południowej Afryki | RISA    | 2x platyna | 100,000+ |
| Wielka Brytania              | BPI     | platyna    | 869,000+ |

| Kraj            | Wydawca | Sprzedaż    |
| --------------- | ------- | ----------- |
| Wielka Brytania | BPI     | 41,400,000+ |

### Historia wydania
| Region  | Data          | Przypis |
| ------- | ------------- | ------- |
| Świat   | 27 marca 2001 |         |
| Japonia | 18 lipca 2001 | [ 53 ]  |